# Casa Dolores Melendres
La Casa Dolores Melendres és una obra de Tarragona protegida com a Bé Cultural d'Interès Local.

## Descripció
Edifici d'habitatges construït entre mitgeres a l'any 1860 per Dolores Melendres. Format per planta baixa i entreplanta i tres pisos. Es busca establir una ordenació jeràrquica a l'edifici per la disposició i les proporcions de les obertures. A la zona dels baixos s'ha emprat la pedra. Hi ha dues portes principals decorades amb ferro i separades per una finestra allargada. Cada planta disposa de dues obertures amb balcons independents, excepte el principal pis, on s'hi observa un balcó escorregut. Les decoracions dels balustres són molt similars al de la casa de la Rambla Nova, 48; mentre que la decoració de la façana vol imitar a la pedra de carreu policromada d'un color vermellós.